# Peckia capitata
Peckia capitata är en tvåvingeart som först beskrevs av Aldrich 1916.  Peckia capitata ingår i släktet Peckia och familjen köttflugor.
Artens utbredningsområde är Puerto Rico. Inga underarter finns listade i Catalogue of Life.